# Stazione di Leopoli
La stazione ferroviaria di Leopoli-Holovnyj (in ucraino Льві́в-Головни́й?, L'viv-Holovnyj) è il principale terminal ferroviario di Leopoli, in Ucraina. È uno degli esempi più notevoli dell'architettura art nouveau dell'ex Galizia.
La stazione è stata aperta al pubblico nel 1904 e ha celebrato il suo centenario il 26 marzo 2004. Su base mensile, il terminale gestisce oltre 1,2 milioni di passeggeri e movimenta 16.000 tonnellate di merci.

## Storia

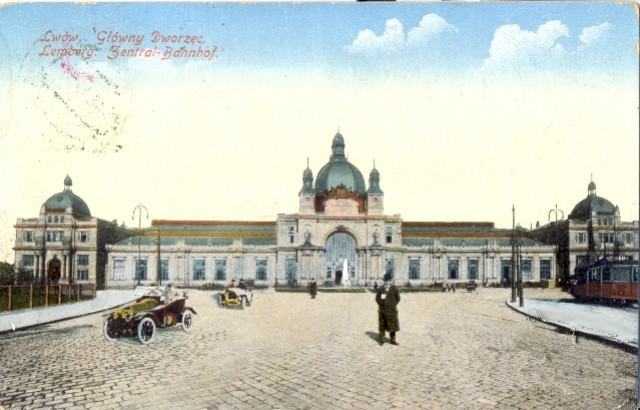
Cartolina della stazione, 1915 circa.

La costruzione di una vasta rete di ferrovie all'interno dell'Impero Austro-Ungarico permise alla città di Lemberg (il suo nome tedesco all'epoca) di mantenere la sua posizione nodale all'incrocio di diverse importanti rotte commerciali. In quanto capitale della Galizia, la città aveva bisogno di una nuova, rappresentativa e grande stazione ferroviaria che si adattasse alle esigenze della città e sostituisse la vecchia stazione ferroviaria neogotica costruita tra il 1861 e il 1862 con la ferrovia galiziana dell'arciduca Carlo Luigi.
Nel 1888 l'architetto polacco Władysław Sadłowski, diplomato all'Accademia tecnica di Lwów, fu selezionato per progettare una nuova stazione. Il progetto finale, preparato in meno di un anno, comprendeva un grande atrio principale orientato orizzontalmente, con due grandi scali ferroviari situati sullo sfondo. L'ingresso principale era sormontato da una grande cupola in acciaio imbullonato e vetro colorato. Entrambe le ali dell'edificio simmetrico erano costituite da due padiglioni, ciascuno con una cupola più piccola.
L'ingresso principale era fiancheggiato da una serie di colonne toscane e grandi sculture mitologiche, di cui quella che rappresentava Hypnos era la più notevole. Poiché Sadłowski era il principale rappresentante del movimento Arts and Crafts di William Morris in Polonia, il suo progetto includeva non solo la parte architettonica del futuro edificio, ma anche gli ornamenti e le decorazioni. Il progetto di tre sale d'attesa (una per ogni classe di viaggiatori) è stato preparato in collaborazione con un altro laureato dell'alma mater di Sadłowski, Alfred Zachariewicz.

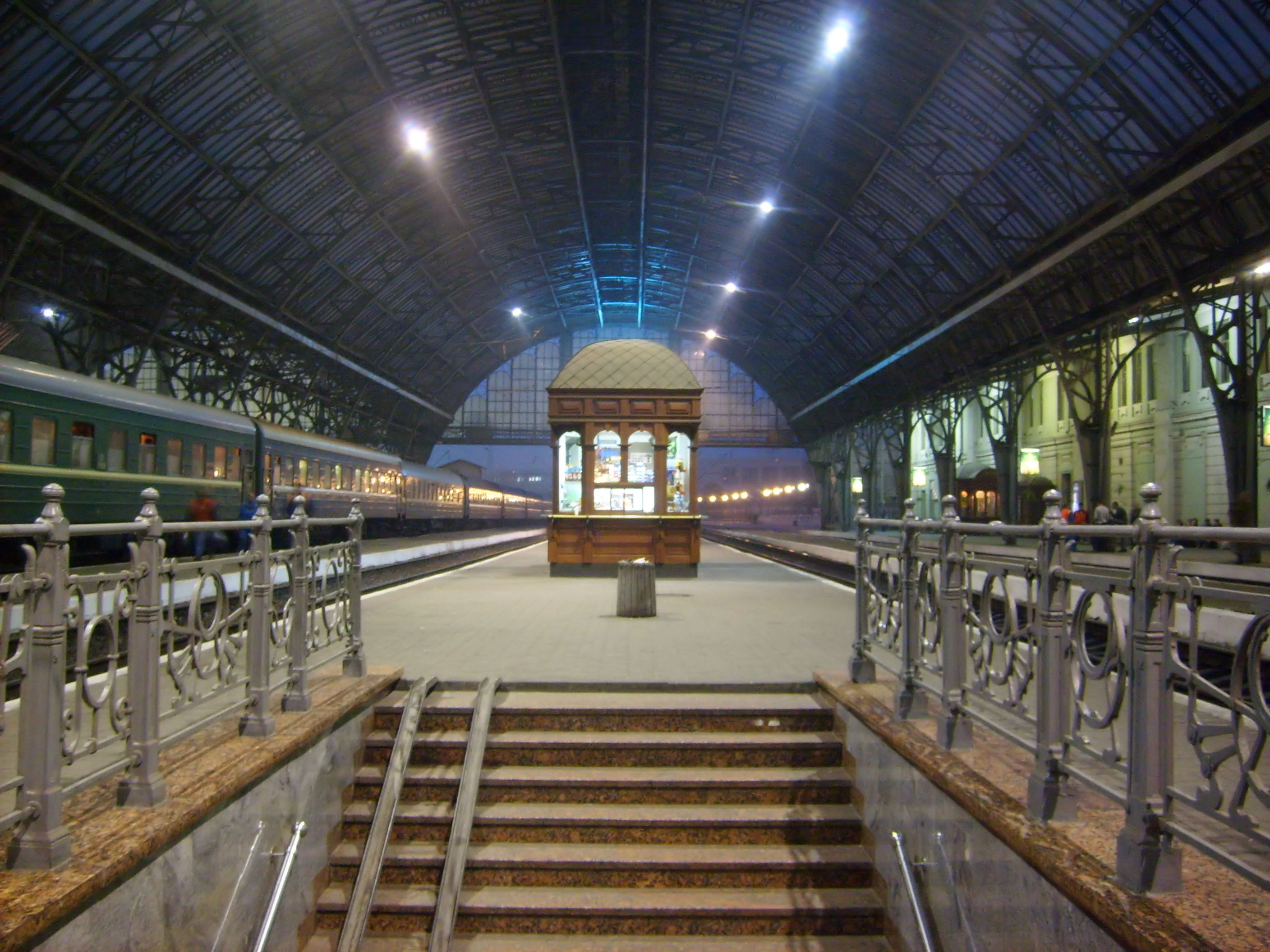
Le piattaforme viste oggi.

La sala d'attesa di prima classe è stata modellata sullo stile di un club per gentiluomini inglese ed era dotata di mobili scuri e lussuosi in stile viennese, che ricordano le opere della Wiener Werkstätte. La sala d'attesa di seconda classe è stata modellata sulle case borghesi del XIX secolo in Galizia, mentre la sala d'attesa di terza classe è stata attrezzata con semplici mobili in legno, modellati sullo stile Zakopane dei Goral polacchi realizzati dall'artista Tadeusz Obmiński.
Gli ornamenti presenti nei tunnel che portano alle piattaforme e nelle piattaforme stesse sono stati preparati dall'azienda di Cracovia di Józef Górecki. Realizzate in acciaio piegato, le balaustre e le ringhiere ricordano direttamente lo stile degli ornamenti della metropolitana di Parigi progettati da Hector Guimard. Un progetto per i registri è stato costruito a Zieleniewski Maschinen und Wagonbau-Gesellschaft Werk Sanok, (Autosan).
La costruzione iniziò nel 1899 e durò fino al 1904, quando la stazione ferroviaria fu aperta al pubblico. Fu visitata da alcuni dei più rinomati architetti dell'epoca e influenzò la successiva costruzione delle stazioni ferroviarie di Praga (Josef Franta, 1909) e Vienna (Otto Wagner).
Durante la seconda guerra mondiale, quando la città era sotto il dominio dell'Unione Sovietica, le ferrovie della Polonia orientale occupate furono integrate nel sistema ferroviario sovietico. La stazione ha subito ingenti danni durante la guerra, incluso un capannone completamente distrutto. C'è stato un dibattito aperto sull'opportunità di restaurare l'edificio o smantellare le rovine e ricostruire. L'architetto G. F. Domashenko riuscì a portare entrambe le parti ad un accordo, e tra il 1949 e il 1953 alla vecchia struttura fu dato un interno stalinista contemporaneo, mentre una riparazione completa all'esterno ha conservato la sua vista originale. I frequenti rinnovamenti e aggiornamenti hanno assicurato che il servizio e l'edificio fossero sempre all'altezza degli standard moderni, una tradizione che l'Ucraina ha continuato negli anni '90 e nel XXI secolo, con il più recente restauro importante effettuato nel 2003.